# Martha Randall
Martha Randall (Estados Unidos, 12 de junio de 1948) es una nadadora estadounidense retirada especializada en pruebas de cuatro estilos, donde consiguió ser medallista de bronce olímpica en 1964 en los cuatro estilos.

## Carrera deportiva
En los Juegos Olímpicos de Tokio 1964 ganó la medalla de bronce en la prueba combinada de cuatro estilos, con un tiempo de 5:24.2 segundos, tras sus compatriotas Donna de Varona que batió el récord olímpico con 5:18.7 segundos, y Sharon Finneran (plata con 5:24.1 segundos).
Y en la Universiada de 1967 celebrada en Tokio ganó tres medallas de oro —100 metros mariposa, 4x100 metros libre y 4x100 metros estilos— y la medalla de bronce en los 100 metros estilo espalda.